# Denis Honegger
Denis Honegger (* 13. Oktober 1907 in Adrianopel; † 27. August 1981 in Monaco) war ein Schweizer Architekt.

## Leben
Denis Honegger wurde am 13. Oktober 1907 als Sohn eines Ingenieurs in Adrianopel, dem heutigen Edirne, geboren. Nach Absolvierung von Schulen in Zürich besuchte er 1923 die École des Beaux-Arts und wurde 1924 Schüler von Auguste Perret im Atelier du Palais de Bois in Paris sowie 1926 von Le Corbusier in Genf. Von 1927 bis 1932 wirkte Honegger als Bauleiter bei Auguste Perret, danach bei Baudoin & Lods in Paris. Im Jahr 1934 gründete Denis Honegger ein eigenes Büro in Paris, 1937 eine Bürogemeinschaft mit Fernand Dumas in Freiburg. In den Jahren 1943 bis 1946 lehrte er als Professor an der École d’Architecture in Genf und am Technikum in Freiburg, nach 1945 hatte er erneut ein Büro in Paris. Honeggers Hauptwerk ist die 1937 bis 1942 gemeinsam mit Fernand Dumas und den Ingenieuren Alexandre Sarrasin, Henri Gicot und Beda Hefti erbaute Universität Miséricorde in Freiburg, die mit ihrer Skelettbauweise in Sichtbeton unterschiedliche Reaktionen auslöste.

## Weitere bemerkenswerte Bauten
- Das Chemieinstitut der Universität Genf, 1943–1950
- Kirche Christ Roi mit zwei Wohntürmen in Freiburg, 1946–1955
- Centre technique de l’horlogerie in Besançon, 1960